# ICD-10 第二十二章：特殊目的代码
ICD-10 第二十二章：特殊目的代码，即国际疾病与相关健康问题统计分类第十版最后一个代码分类。是WHO特别设立、为一些因临时突发性疾病及事件余留的代码区域，以便于对突发事件进行归类。
ICD-10 的特殊目的代码包括，
- U04: 嚴重急性呼吸系統綜合症 (SARS)
- U06.9: 寨卡病毒 （ZIKA）
- U07.0： Vaping-related disorder
- U07.1： 2019冠状病毒病（病毒检测阳性）
- U07.2： 2019冠状病毒病（未检测病毒）
- U08.9： 2019冠状病毒病病史
- U09.9： 2019冠状病毒病长期综合症
- U82: 青霉素及相关抗生素阻化剂
  - 青霉素酶
- U83: 万古霉素及相关抗生素阻化剂
  - 万古霉素不敏感性
- U84: 其他抗生素阻化剂
- U85: 抵抗抗肿瘤药物